# PR-AV 36
El sendero PR-AV 36 Laguna de Galín-Gómez o del Barco es un sendero de Pequeño Recorrido que permite alcanzar la laguna del Barco partiendo de la localidad de Nava del Barco discurriendo por la garganta del mismo nombre. Este sendero está pendiente de homologación por la Federación de Deportes de Montaña y Escalada y Senderismo de la Junta de Castilla y León (FDMESCYL).
La ruta se enmarca en el espacio protegido del parque regional de la Sierra de Gredos.

## Descripción del recorrido
En el ascenso se contempla la comarca de Aravalle, donde aún se mantienen las tradiciones agrícolas y ganaderas y en la parte alta podemos contemplas especies de alta montaña.
Se trata de un trayecto lineal, que se lleva a cabo a pie (3,5 h sólo ida). tiene una longitud de 11 km y un desnivel de subida de 440 m. 
La época recomendada es primavera, verano, otoño.
La dificultad de la ruta es media-alta.